# Коптогай (Хромтауський район)
Коптога́й (каз. Көптоғай) — село у складі Хромтауського району Актюбінської області Казахстану. Входить до складу Табантальського сільського округу.
Населення — 29 осіб (2021; 91 у 2009, 253 у 1999, 247 у 1989).